# ТЕС Кандіота (Presidente Médici)
ТЕС Кандіота (Presidente Médici) — теплова електростанція у бразильському штаті Ріу-Гранді-ду-Сул. 
В 1961 році почала роботу станція Кандіота І потужністю 20 МВт. Вона пропрацювала до 1974-го, коли була виведена з експлуатації після запуску першої черги ТЕС Кандіота II (також відома як станція А). Остання мала два блоки потужністю по 63 МВт, основне обладнання яких постачили з Італії – котли Ansaldo, парові турбіни Franco Tosi та генератори Asgen. В 1986-му стала до ладу друга черга Кандіота II (також відома як станція В) з двома блоками потужністю по 160 МВт. На цей раз їх обладнали котлами та паровими турбінами від французьких компаній Stein Industrie та Alstom відповідно, а також генераторами виробництва швейцарської Brown-Boveri. 
У 2011 році ввели в експлуатацію ТЕС Кандіота III (відома також як станція С). Вона має один енергоблок потужністю 350 МВт, оснащений обладнанням китайських компаній.
Станом на 2016 рік зі складу станції Кандіота II залишались в експлуатації лише блоки 1 та 4, а наступного року зупинили і їх.
Всі фази електроенергетичного майданчику Кандіота споруджувались з розрахунку на використання вугілля.
Для видалення продуктів згоряння Кандіота II спорудили димар заввишки 150 метрів (не набагато меншу висоту – 133 метра – має її градирня). Станцію Кандіота III доповнили димарем заввишки 200 метрів.
Для охолодження використовують ресурс із річки Кандіота (ліва притока Жаґуарон).
Видача продукції відбувається по ЛЕП, розрахованій на роботу під напругою 230 кВ.